# Forcipomyia brachyrhynchus
Forcipomyia brachyrhynchus är en tvåvingeart som beskrevs av Wirth och Dow 1972. Forcipomyia brachyrhynchus ingår i släktet Forcipomyia och familjen svidknott. Inga underarter finns listade i Catalogue of Life.